# قلعه خلیفه (ازنا)
قلعه‌ میا خلیفه روستایی از توابع بخش جاپلق شهرستان ازنا در استان لرستان ایران است. که اسمش را از روی میا خلیفه انتخاب کردند.

## جمعیت
این روستا در دهستان جاپلق غربی قرار دارد و براساس سرشماری مرکز آمار ایران در سال ۱۳۸۵، جمعیت آن زیر سه خانوار بوده‌است.